# Mehamn
Mehamn (samiska: Donjevuotna) är en tätort och ett fiskeläge på Nordkinnhalvøya i Finnmark fylke i norra Norge. Orten är centralort i Gamviks kommun. Här bor cirka 900 invånare.
Här finns flygplats sedan 1974, med cirka 15 000 passagerare årligen. Det finns också kyrka och fiskerianläggningar. Hurtigruten anlöper Mehamn dagligen i båda riktningar. 
Orten är den nordligaste orten på Europas fastland. Inom kommunens område ligger fastlands-Europas nordligaste punkt, Kinnarodden. Som en kuriositet finns här fastlands-Europas nordligaste hotellrum - nr. 301 i Mehamn Hotell. Längre norrut ligger Honningsvåg på ön Magerøya.
I slutet av andra världskriget blev befolkningen tvångsevakuerad och platsen blev därefter nedbränd av tyska retirerande soldater den 6 november 1944.

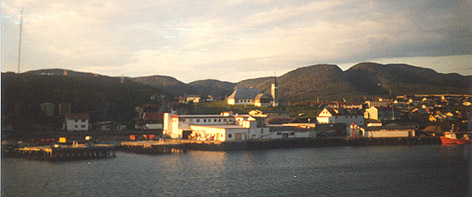
Mehamn.